# Marino Punk
Marino Punk, artiestennaam van Marino Bekaert (Roeselare, 10 maart 1966), is een Vlaams accordeonist.
Hij treedt op sinds 1992 en heeft sindsdien op verschillende podia gestaan, onder meer in De Vooruit in Gent, op Festival Dranouter, op Dranouter aan zee en op de Gentse Feesten. Van laatstgenoemd evenement was Punk in 1998 het boegbeeld. Hij was tevens te zien in talrijke televisieprogramma's, waaronder Afrit 9, Zondag Josdag, Man bijt hond en 1000 zonnen en garnalen.
Marino Punk staat als punker bekend om zijn opvallende verschijning.
Marino Punk heeft een relatie met Debbie De Cauwer, de dochter van wielercommentator José De Cauwer. Ze hebben vier kinderen samen. Debbie stierf op 51-jarige leeftijd aan de gevolgen van borstkanker op 27 juni 2025.